# Ignacio Comonfort
José Ignacio Gregorio Comonfort de los Ríos (Amozoc, Puebla; 12 de marzo de 1812 - Chamacuero, Guanajuato; 13 de noviembre de 1863), fue un político y militar mexicano. Fue presidente de México, en calidad de interino, del 11 de diciembre de 1855 al 30 de noviembre de 1857, y constitucional, del 1 de diciembre de 1857 al 21 de enero de 1858. Fue descendiente de irlandeses. Realizó estudios parciales de Derecho en el Colegio Carolino, los dejó y se enlistó en el Ejército, donde tuvo una brillante carrera. En un retiro parcial de la milicia se dedicó al comercio.

## Primeros años y formación
Por la estrechez económica de su familia dejó sus estudios de derecho en el Colegio Carolino (hoy Benemérita Universidad Autónoma de Puebla). En 1832 se alistó en el ejército al lado de Santa Anna para luchar contra el gobierno dictatorial de Anastasio Bustamante. Fue nombrado comandante militar de Tlapa, en el actual estado de Guerrero. Fue diputado al Congreso en 1842-1846 y combatió en el Valle de México en la invasión estadounidense, en 1847. Fue nuevamente diputado al Congreso en 1848 y senador hasta 1851. En 1853 fue nombrado administrador de la Aduana de Acapulco.
Junto con Juan Álvarez, en marzo de 1854 condujo la revolución contra Santa Anna en una campaña por el sur y resistió el asedio sobre Acapulco. Lo que significó la caída definitiva de Santa Anna. Luego marchó a Estados Unidos, donde obtuvo recursos de un particular para continuar la guerra.
Santa Anna, al ver lo incontenible de la revolución y cómo se extendía por todas partes, abandonó el país el 9 de agosto de 1855 y el general Juan Álvarez asumió la presidencia, nombrando al general Comonfort ministro de Guerra. Como Álvarez renunció a la presidencia, el general Comonfort quedó como presidente interino.

## Presidente de México (1855-1858)
Su administración fue el preludio de la Guerra de Reforma. El 5 de febrero de 1857 había sido promulgada la nueva Constitución, que contenía disposiciones agresivas contra las posesiones y privilegios de la Iglesia católica. En el mes siguiente, la Iglesia amenazó con excomunión a todos aquellos individuos que la juraran, pero hacerlo era obligatorio para los militares y los miembros del gobierno. Los problemas no se hicieron esperar. 
Se hicieron elecciones y el general Comonfort resultó elegido presidente de la República el 1 de diciembre; en ese momento el presidente de la Suprema Corte de Justicia era Benito Juárez. 
Con su ánimo conciliador, Comonfort quiso organizar un gabinete mixto —de liberales y conservadores— que se convirtió en una caja de Pandora. De ese modo el 17 de diciembre el general Félix María Zuloaga, con apoyo del propio presidente Comonfort, proclamó el Plan de Tacubaya, por el cual desconocía la Constitución. Al adherirse al plan y desconocer así la constitución que había jurado meses atrás, podría decirse que Comonfort dio un autogolpe de Estado. 
Le dieron apoyo las tropas de la Ciudadela, tomó control de la capital el 17 de diciembre de 1857 sin disparar un tiro. Pareció que la revolución había triunfado, pero no tardaron los ánimos en caldearse y las fuerzas en conflicto (radicales y conservadores) empezaron a velar sus armas y criticar, tanto los unos como los otros, al presidente golpista. Comonfort tomó así poderes extraordinarios, lo cual exacerbó los ánimos de ambas fuerzas: ya era repudiado por los liberales y abandonado por los conservadores. 
El 11 de enero de 1858, el mismo Zuloaga regresó sobre sus pasos y demandó que se abandonara el Plan de Tacubaya. Algunos de los inconformes apoyaban al presidente Comonfort; otros al general Zuloaga, y ese mismo día hubo incluso pronunciamientos a favor de que regresara el desterrado dictador Santa Anna. Comonfort fue depuesto como presidente, y rápidamente partió a Estados Unidos. 
Benito Juárez, quien se desempeñó como vicepresidente y ministro de Gobernación, posteriormente fue nombrado presidente de la Suprema Corte de Justicia, por lo que asumió la presidencia de la república el 21 de enero como presidente interino, según mandaba la Constitución. Así comenzó la Guerra de Reforma.

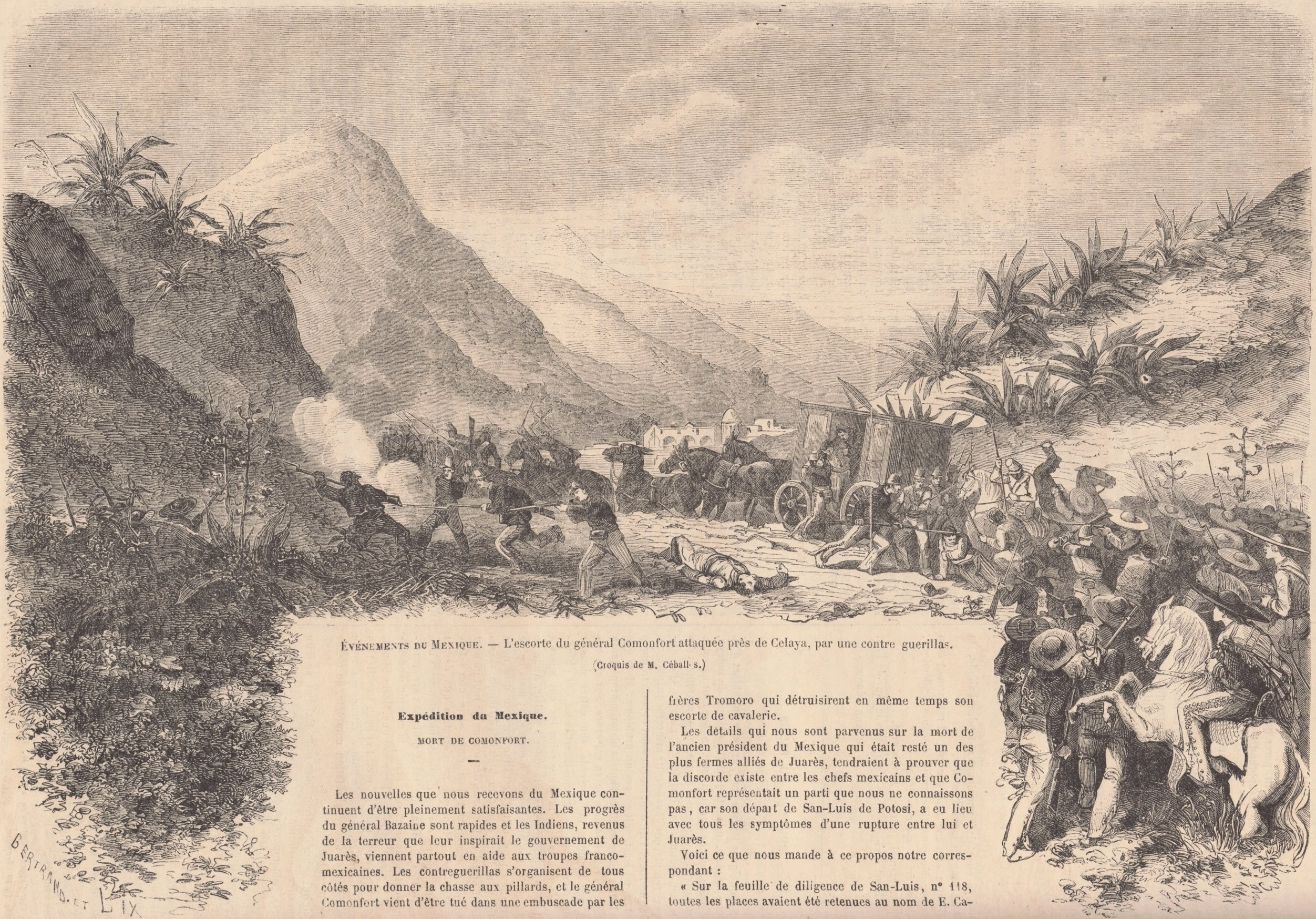
La escolta del general Comonfort atacada, cerca de Celaya, por contraguerrilla (Le Monde Illustré, n.º 352, 1864.).

## Muerte
En 1863, Juárez aceptó su ofrecimiento de incorporarse a la lucha contra los invasores franceses y Comonfort regresó al país nombrándosele comandante del llamado Ejército del Centro. 
El 8 de mayo de 1863 el Ejército del Centro fue derrotado por el ejército francés en la Batalla de San Lorenzo (México), obligando a sus divisiones a replegarse hacia Tlaxcala.
Comonfort se hizo cargo de proteger Santiago de Querétaro, pero un día, de camino a Celaya, fue atacado por  los guerrilleros del conservador Sebastián Aguirre en el pueblo de Chamacuero. Fue herido de muerte el 13 de noviembre de 1863, y murió mientras era trasladado a Celaya. Fue enterrado en el Museo Panteón de San Fernando.

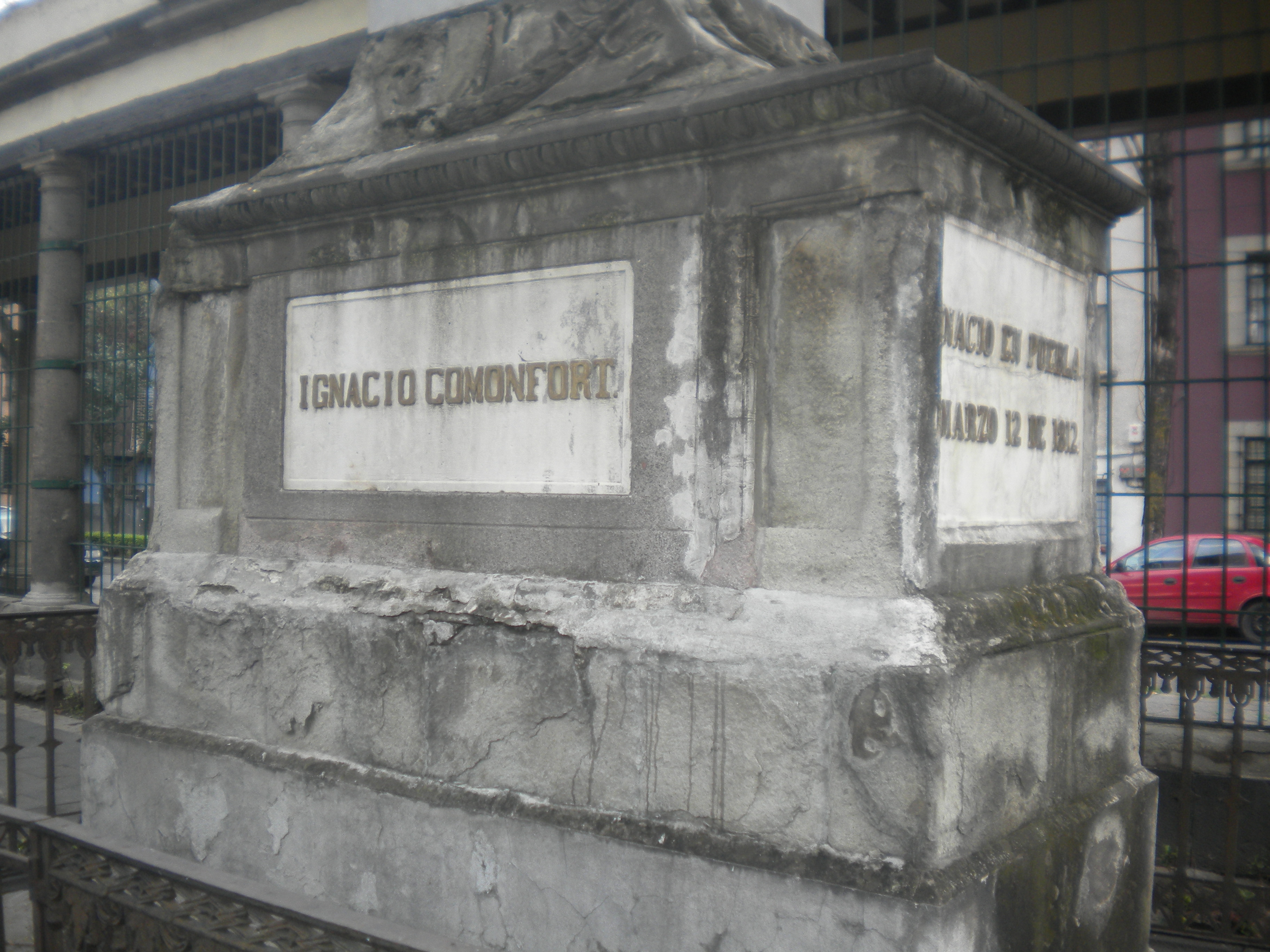
Tumba de Ignacio Comonfort en el Panteón de San Fernando en la Ciudad de México.